# Баранов, Дмитрий Осипович
Баранов, Дмитрий Осипович (1773—1835) — русский сенатор, антисемит; поэт.

## Биография
Родился 8 (19) марта 1773 года.
Воспитывался в Благородном пансионе при московском университете. Записанный в 11 лет сержантом лейб-гвардии Преображенского полка, через 10 лет (1 января 1794 года) он был произведён прапорщиком в лейб-гвардии Семёновский полк, получил 17 апреля 1797 года чин поручика и вышел в отставку штабс-капитаном 8 сентября 1798 года. 
В 1801 году определился на службу в Сенат; с 1803 года состоял за обер-прокурорским столом, затем правителем дел в новоучреждённом тогда Еврейском комитете (около двух лет), где составил неблагоприятный для евреев проект нового законодательства о них, который не был поддержан Сперанским. С 1805 по 1807 имел несколько командировок для расследования жалоб, приносимых в Сенат по разного рода делам: в Могилёв, Каменец-Подольск, Киев и Астрахань.
С 1808 года был обер-прокурором 3-го департамента, а с 4 июля 1817 года — сенатором.
В 1822 году Баранов был послан в Белоруссию ввиду свирепствовавшего там голода; он заявил, что главной причиной бедствия являются евреи, живущие в селах и деревнях и предложил ряд мер, из которых одни должны были непосредственно затронуть евреев (переселение их в Новороссию), а другие — косвенно (назначение коронных полицейских чиновников, дабы законодательные меры осуществлялись строгими исполнителями), но министр внутренних дел высказался против предложения Баранова. Тем не менее 11 апреля 1823 года последовали именные указы могилевскому и витебскому губернаторам о принудительном переселении евреев из уездов в города; а 1 мая того же года был учреждён особый Комитет для выработки нового законодательства о евреях.
Кроме того Баранов, по избранию членов Верховного уголовного суда 1826 г. состоял членом ревизионной комиссии и членом комиссии, учреждавшей разряды государственных преступников. В 1826 и 1827 гг. ревизовал Новгородскую и Олонецкую губернии, и затем, будучи членом в нескольких комиссиях и комитетах, состоял несколько лет председателем комиссии, учрежденной «для устроения рыболовства» на Каспийском море.
Умер 23 августа (4 сентября) 1835 года. Похоронен в Духовской церкви Александро-Невской лавры.

### Литературная деятельность
Баранов рано стал печатать свои стихотворные опыты в изданиях находившегося при благородном пансионе литературного общества. Уже в четырнадцать лет он поместил в «Зеркале Света» Туманского и Богдановича стихотворение «Шарлота при гробе Вертера» (Ч. VI. — С. 768), и в «Распускающемся Цветке» 1787 года (издание питомцев пансиона) — басни: «Лисица Офицер», «Слон, свинья и другие звери», «Песнь истине»; стихотворения: «Влюбленный поэт», «Я слышал о тебе» и «Весна». Затем в «Полезном упражнении юношества» 1789 года (тоже издание питомцев пансиона) — «Эпистолу к бывшему другу», «Любовь», «Прохожий» и «Розовый куст». Впоследствии им были помещены: в «Аонидах» Карамзина (1796—1799) — «Любитель нынешнего света» (книга II, стр. 128), «Договор: я люблю Венеры сына» (Кн. III. — С. 75), и в «Вестнике Европы» за 1802 год (сентябрь. — С. 28) — «Стихи Гавриилу Романовичу Державину на перевод Пиндара». Лучшими по языку и содержанию являются последние — «стихи Державину», включенные В. А. Жуковским в V томе изданного им «Собрания русских стихотворений», а худшими — басни. Кроме того им отдельно изданы: «Стихи на истекшее столетие от построения Санкт-Петербурга 1803 г. мая 16 дня». В 1833 году Д. О. Баранов был избран в члены Российской академии, рекомендованный Шишковым в следующих выражениях: «некоторые сочинения его и любовь к российскому языку дают ему неоспоримое право на сие звание».